# مذكرة هول

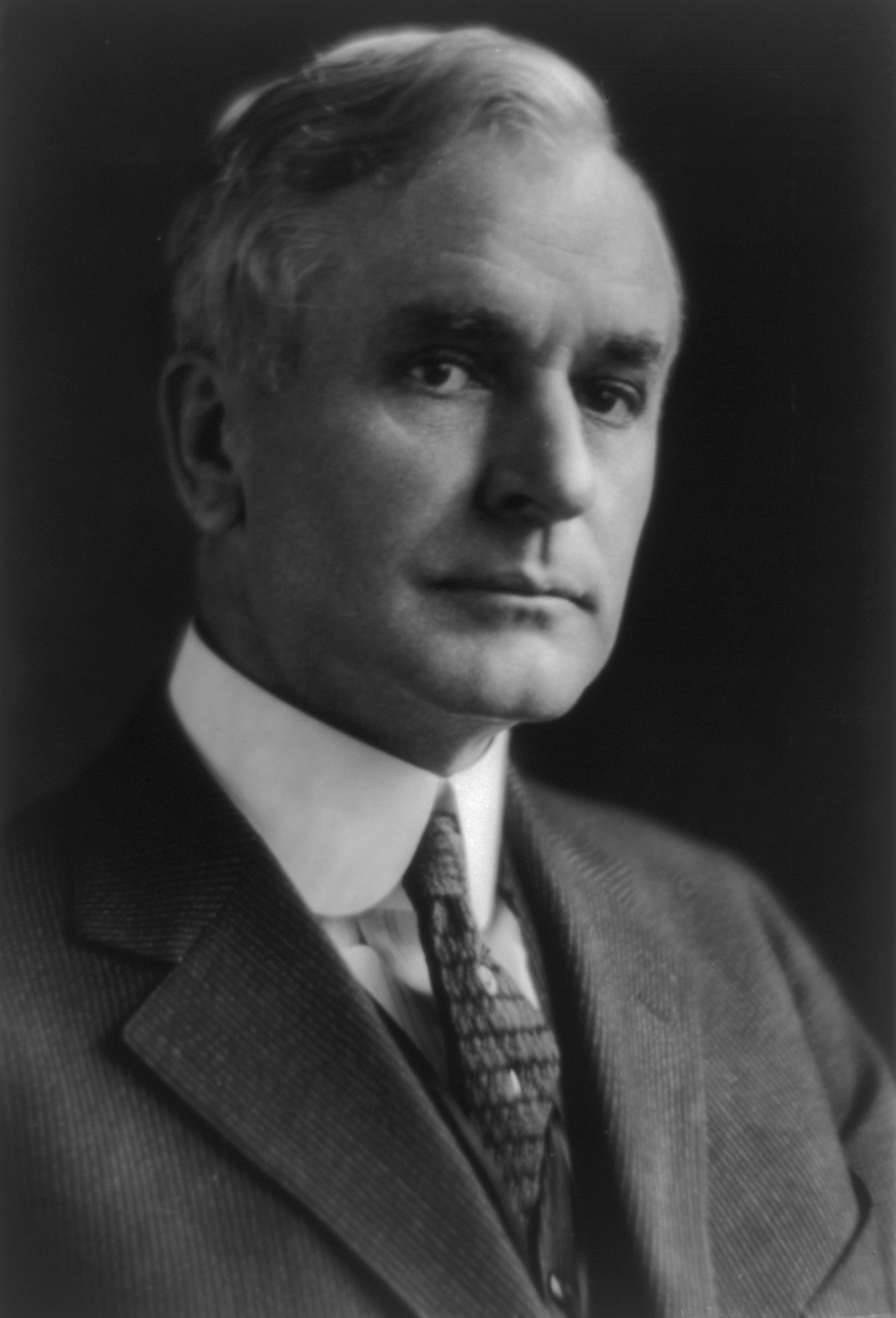
وزير الخارجية الأمريكي كورديل هول

مذكرة هول (بالإنجليزية: Hull note)‏ أو رسميا «الخطوط العريضة للأسس المقترحة لاتفاق بين الولايات المتحدة واليابان» (بالإنجليزية: Outline of Proposed Basis for Agreement Between the United States and Japan)‏ كانت المقترح الأخير الذي أرسل للإمبراطورية اليابانية من قبل الولايات المتحدة الأمريكية قبيل الهجوم الياباني على بيرل هاربر واندلاع الحرب بين البلدين، ارسلت المذكرة في 26 نوفمبر 1941 وقد عرفت باسم وزير الخارجية الأمريكي كورديل هول.

## الخلفية التاريخية
عارضت الولايات المتحدة الأمريكية الحرب اليابانية الصينية الثانية واحتلال الجيش الياباني لجزء من الصين، ولذلك قدمت الولايات المتحدة الدعم للحكومة الوطنية برئاسة شيانج كاي شيك كما جمدت الأصول المالية اليابانية الموجودة في داخل الولايات المتحدة إضافة إلى حظر تصدير النفط إلى اليابان.
في 5 نوفمبر 1941 وافق الإمبراطور هيروهيتو في المؤتمر الإمبراطوري على خطة تقضي بمهاجمة بيرل هابر حيث يوجد الأسطول الأمريكي في المحيط الأطلسي وفي نفس الوقت قامت حكومته باخر مجهودها للوصول إلى حل دبملوماسي لخلافاتها مع الولايات المتحدة حيث قدم السفير الياباني في واشنطن مقترحين للحكومة الأمريكية.
الأول، المقترح «أ» تم تقديمه في 6 نوفمبر 1941 وهو يقترح إجراء التسوية نهائية للحرب بين الصين واليابان مع انسحاب جزئي للقوات اليابانية من الصين.
رفضت الحكومة الأمريكية المقترح الياباني «أ» مما دفع اليابان لتقديم المقترح «ب» في 20 نوفمبر والذي يقرر وقف اليابان للعمليات العسكري في مقابل مليون جالون (3,000 متر مكعب) من وقود الطائرات من الولايات المتحدة.
كانت الولايات المتحدة على وشك تقديم عرض مقابل للعرض الياباني يتضمن تقديم إمدادات شهرية من الوقود للاستخدام المدني إلا أن الرئيس الأمريكي قد بلغه تحرك القوات اليابانية إلى أندونيسيا وتسريبات عن خطط حربية يابانية.

## المذكرة
ذكر وزير الحرب الأمريكي هنري ستيمسون في مذكراته أنه في يوم 25 نوفمبر 1941 قد تناقش مع الرئيس الأمريكي فرانكلس روزفلت بشأن احتمال شديد بأن اليابانيين على وشك القيام بهجوم مفاجئ وأن السؤال هو «كيفية أن نناورهم وأن نجعلهم في موضع اطلاق الطلقة الأولى دون أن نعرض أنفسنا للكثير من الأذى».
في اليوم التالي 26 نوفمبر قدم كورديل هول للسفير الياباني «مذكرة هول» والتي تضمنت شرطا ينص على الانسحاب الكامل للقوات اليابانية من أندونسيا الفرنسية والصين.
في اليابان، ابحرت قوة من الاسطول الياباني في 25 نوفمبر لضرب الاسطول الأمريكي في هاواي، كان بالإمكان استدعاء القوة إلا أنه لم تبذل جهود دبلوماسية بعد 1 ديسمبر، هاجمت القوة الاسطول الأمريكي في 7 ديسمبر لتعلن بعدها الولايات المتحدة الحرب على اليابان.

## هوامش
1. ↑  Peter Wetzler, Hirohito and War, 1998, p.39
2. ↑  Cumings, Bruce: "Parallax Visions: Making Sense of American-East Asian Relations" Duke 1999 p. 47
3. ↑  PEARL HARBOR: HENRY STIMSON'S VIEW Time Magazine Monday, Apr. 01, 1946 نسخة محفوظة 21 يوليو 2013 على موقع واي باك مشين.

## وصلات خارجية
- النص الكامل لمذكرة هول